# 2016年のフランス
2016年のフランス （2016ねんのフランス）では、2016年のフランスに関する出来事について記述する。

## できごと

### 7月
- 7月14日 - 2016年ニーストラックテロ事件が発生。

## 予定

### 2月
- 2月26日 - 第41回セザール賞。

### 5月
- 5月11日-22日 - 第69回カンヌ国際映画祭。
- 5月26日-27日 - 日本三重県志摩市賢島で第42回先進国首脳会議。前回に引き続きロシアを除くG7の枠組みとするかは未定。フランスからはフランソワ・オランド大統領が出席予定。

### 9月
- 9月4日-5日 - 中華人民共和国浙江省杭州市で第11回20か国・地域首脳会合（G20）。フランスからはフランソワ・オランド大統領が出席予定。

## 周年
- 7月1日 - 第一次世界大戦最大の会戦であるソンムの戦い開始から100年。会戦は11月18日まで続いた。